# Frederika Louise van Pruisen

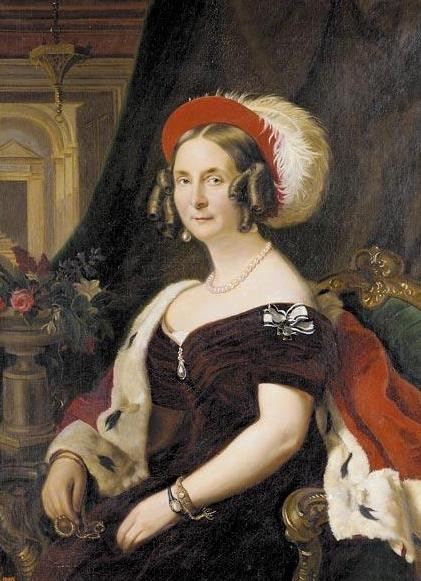
Frederika met op haar schouder de strik van de Louisen-Orde

Frederika Louise Wilhelmina Amalia van Pruisen (Berlijn, 30 september 1796 - Dessau, 1 januari 1850) was de dochter van Louis van Pruisen en Frederika van Mecklenburg-Strelitz.
Op 18 april 1818 trad zij in het huwelijk met Leopold IV Frederik van Anhalt met wie zij sinds 17 mei 1816 verloofd was.

## Kinderen
- Frederika Amalia Augusta (Dessau, 22 november 1819 - aldaar, 11 december 1828)
- Frederika Amalia Agnes (Dessau, 24 juni 1824 - Hummelshain, 23 oktober 1897), gehuwd met Ernst I van Saksen-Altenburg
- Leopold Frederik Frans Nicolaas (Dessau, 29 april 1831 - Ballenstedt, 24 januari 1904), hertog van Anhalt
- Maria Anna (Dessau, 14 september 1837 - Friedrichsroda, 12 mei 1906), gehuwd met Frederik Karel van Pruisen, kleinzoon van Frederik Willem III.